# Fryars
Fryars, ook frYars, pseudoniem van Benjamin Garrett (Londen, 1988/1989), is een Engels muzikant. Hij startte zijn muzikale carrière als drummer voor de band The Aneneomie. Zijn debuut-ep Ides verscheen in 2007. Hij speelde voor dit werk bijna alle muziek zelf in. Op 26 november dat jaar werd hij door The Guardian uitgeroepen tot New band of the week. In 2009 bracht hij het volwaardige album Dark Young Hearts uit. Het sciencefictionconceptalbum Power kwam uit in 2014.

## Discografie
- Dark Young Hearts, 2009
- Power, 2014
- God Melodies, 2021